# S.A.Slayer
Az S.A. Slayer egy amerikai thrash/speed metal zenekar volt. 1981-ben alakultak meg a texasi San Antonióban. A nevükben az S.A. is erre utal. (Korábban csak "Slayer"-ként zenéltek.) Ez a két betű megkülönböztető jelként is szolgál, hogy ne keverjék össze őket a jól ismert és nagy nevű Slayer-rel (ironikus módon mind a két zenekar egy évben alakult, valamint koncerteztek is már együtt). Híresebb "társával" ellentétben az S.A.Slayer nem ért el nagy sikereket, és 1984-ben feloszlott. Rövid fennállásuk alatt egy EP-t jelentettek meg.

## Tagok
- Steve Cooper – ének (1983–1984, 2006-ban elhunyt)[1]
- Chris Cronk – ének (1982)
- Robert "Bob Dog" Catlin – gitár (1982–1984)
- Ron Jarzombek – gitár (1984)
- Art Villarreal – gitár (1982–1983)
- Don Van Stavern – basszusgitár (1982–1984)
- Dave McClain – dob (1982–1984

## Diszkográfia
- Prepare to Die (1983, EP)
- Go for the Throat (1988, nagylemez, posztumusz kiadás)